# Harmonia axyridis
La coccinella arlecchino (Harmonia axyridis Pallas, 1773) è un coleottero della famiglia Coccinellidae, di origine asiatica.

## Descrizione

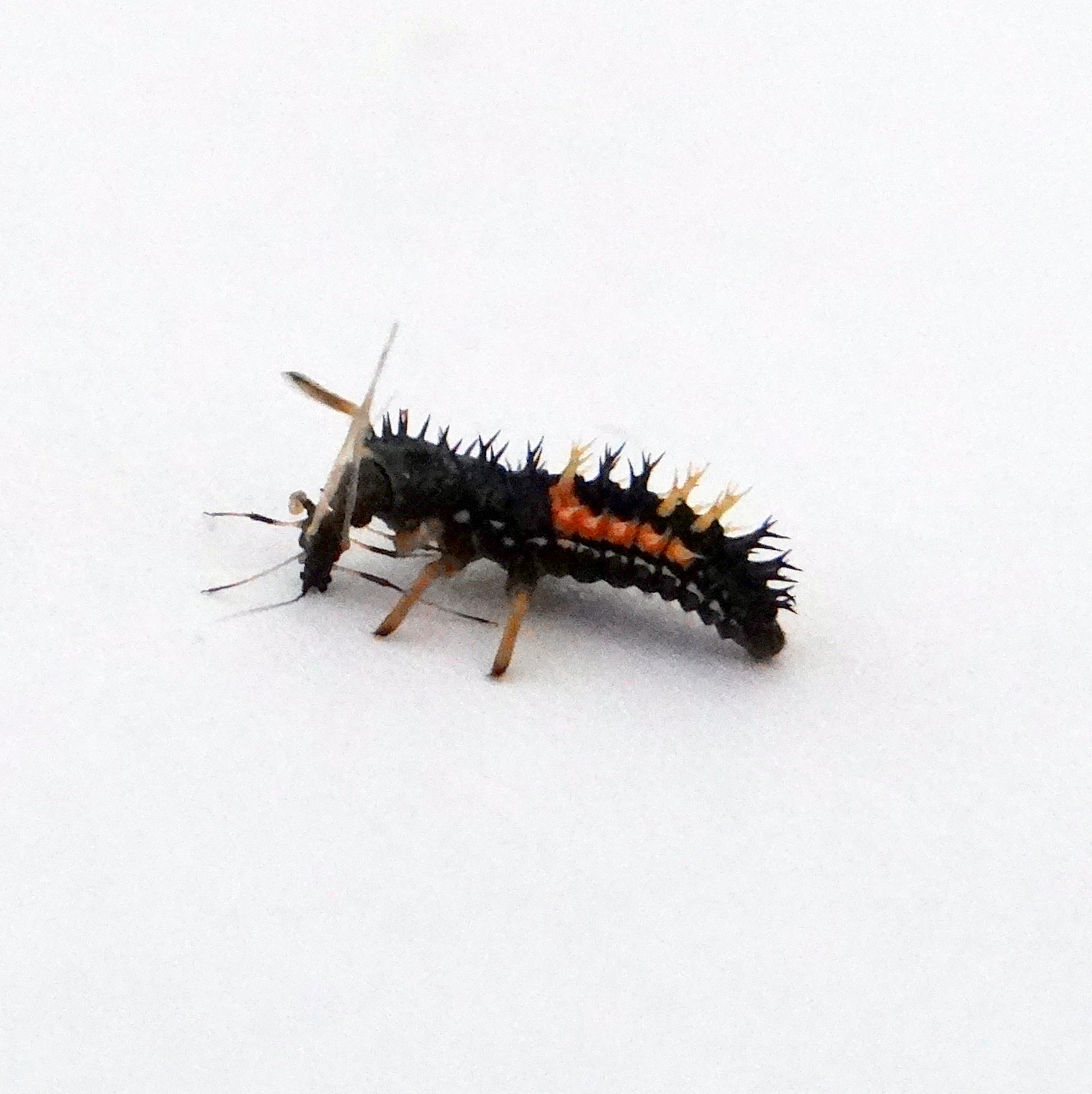
Larva campodeiforme che si ciba di Macrosiphum rosae

Le larve di Harmonia axyridis hanno un corpo allungato, appiattito e contornato di robusti tubercoli e spine. Il dorso è di colore nero bluastro, mentre i lobi dorsolaterali dei segmenti addominali presentano macchie di tonalità giallo-arancione, di numero compreso tra uno e cinque per lato.
Le zampe sono di tipo cursorio, adatte alla funzione di movimento rapido; tali zampe sono lunghe e sottili con unghie ben sviluppate
L'esemplare adulto di Harmonia axyridis si riconosce perché più grande delle comuni coccinelle, essendo lungo dai 5 agli 8 millimetri. Il nome comune coccinella arlecchino deriva dalla grande varietà di toni che presenta: il capo può essere giallo, nero o nero con macchie gialle; il pronoto (parte anteriore del torace) è giallo con macchie nere centrali; tali macchie variano da due a quattro e possono formare due linee curve, una forma a M o un trapezio; ai margini laterali del corpo c'è una macchia ovale di colore giallo.
In Europa in base alla colorazione delle elitre (ali anteriori) si distinguono:
- Harmonia axyridis forma succinea, se le elitre hanno colore giallo con sfumature arancioni, con macchie nere di numero variabile tra zero e ventuno;
- Harmonia axyridis forma spectabilis, se le elitre hanno colore nero con quattro macchie gialle, arancioni o rosse;
- Harmonia axyridis forma conspicua, se le elitre hanno colore nero con due macchie gialle, arancioni o rosse.

La forma più comune di Harmonia axyridis in Italia è la succinea.

## Biologia
L’Harmonia axyridis è una specie polifaga che si nutre prevalentemente di afidi e cocciniglie, ma è predatore di numerosi altri insetti e coleotteri, tra cui le larve di coccinella, i neurotteri e i sirfidi. L'elevato numero delle sue prede fa sì che questa coccinella riesca a ridurre le altre specie afidifaghe autoctone e in parte sostituirsi ad esse (il fenomeno si indica con il termine 'intra guild predation': acronimo IGP). Ultimamente la sua possibile pericolosa predazione e competizione con altri insetti si è di molto ridotta. Le coccinelle indigene sono infatti attive e non sembra che le loro popolazioni si siano ridotte in maniera significativa. Nell'estate del 2022, in un articolo su un settimanale francese, il biologo dell'evoluzione Arnaud Estoup  ha dichiarato che non si è certi fino a qual punto la coccinella asiatica  possa nuocere alle specie autoctone, è difficile da quantificare e, al Sud della Francia in particolare, ad esempio, l'invasione della coccinella asiatica si è ridotta notevolmente negli ultimi anni.
La coccinella arlecchino compie solitamente due generazioni all'anno, ma è in grado di arrivare anche a cinque.
Durante il periodo di svernamento, che ricopre l'autunno e l'inverno, le coccinelle arlecchino compongono degli aggregati all'interno degli edifici umani.

## Distribuzione e habitat

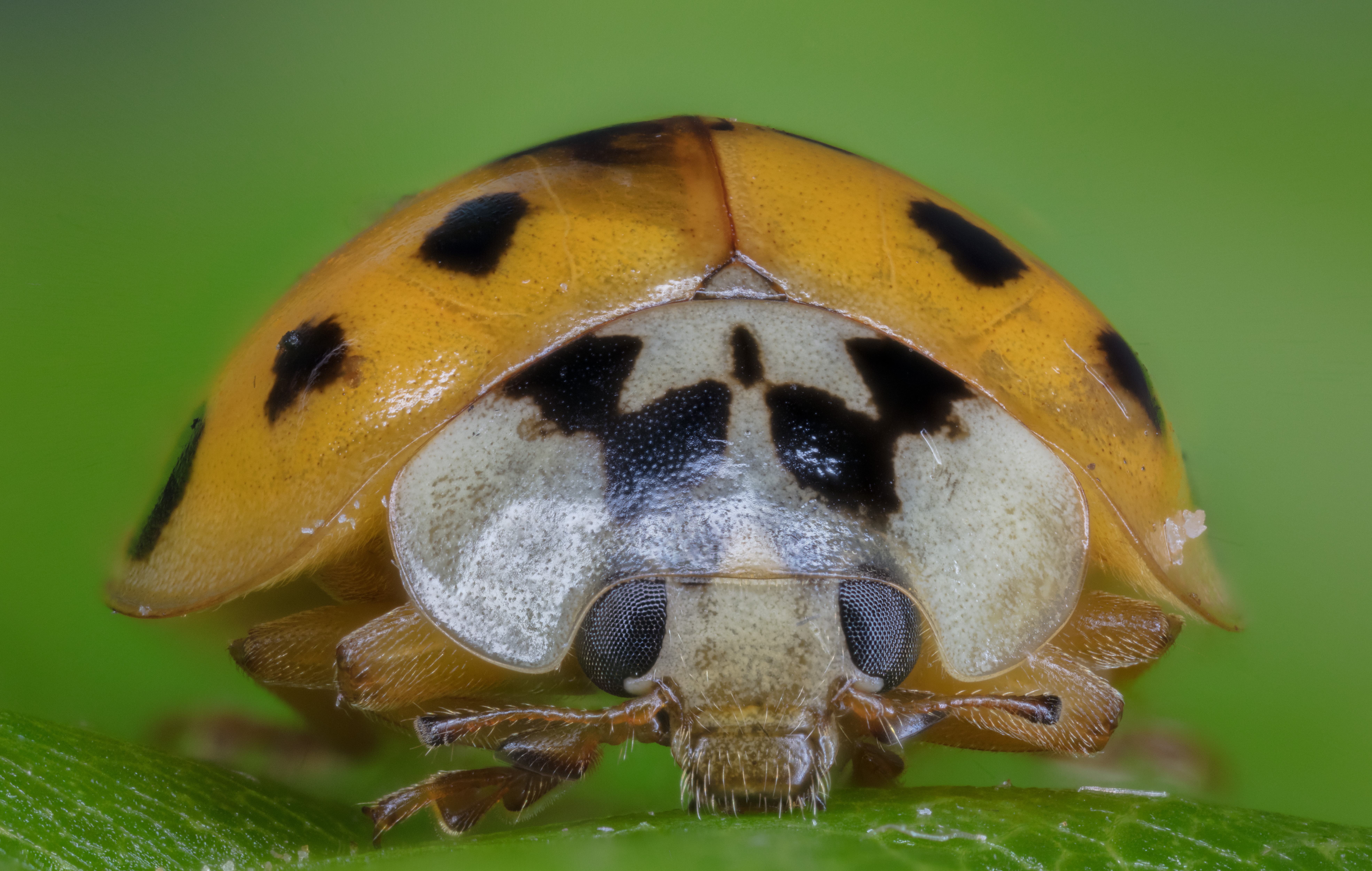
Macrofotografia

L’Harmonia axyridis è originaria dell'Asia, ma è oggi presente in tutto il mondo. L'origine della sua diffusione risale al 1916, quando venne introdotta negli Stati Uniti come agente di controllo biologico per afidi e coccidi. Tuttavia la sua presenza in nord America è sempre stata controllata. Solo nel 1988 sono cominciate a giungere le prime segnalazioni di una diffusione incontrollata negli Stati Uniti. Tuttora è incerto se le cause di questa diffusione siano state intenzionali o accidentali.
Il controllo della coccinella arlecchino è stato impossibile, in quanto anche l'Ucraina aveva deciso nel 1964 di adottare la coccinella arlecchino con lo stesso scopo degli Stati Uniti, favorendo dunque la sua introduzione anche in Europa. Una scelta replicata dalla Bielorussia nel 1968 e dalla Francia nel 1982. E così, alla fine degli anni Ottanta questo coleottero dagli Stati Uniti ha colonizzato l'America Latina, il Sudafrica e l'Egitto, mentre nel 1991 anche la Francia ha perso il controllo della coccinella, la quale ha iniziato un'inarrestabile espansione in tutto il continente europeo: l’Harmonia axyridis è oggi presente in Germania, Belgio, Paesi Bassi, Spagna, Svizzera, Lussemburgo, Gran Bretagna, Italia, Repubblica Ceca, Austria, Danimarca, Liechtenstein, Polonia, Ungheria, Serbia, Romania, Slovacchia, Bosnia ed Erzegovina.
In Italia, le prime segnalazioni di coccinella arlecchino allo stato libero risalgono al 2006, quando furono trovati alcuni esemplari di Harmonia axyridis nelle aree verdi di Torino. L'anno successivo sono arrivate le segnalazioni dalla Lombardia, e nel 2008 la coccinella arlecchino è stata ritrovata anche in Emilia-Romagna, Friuli-Venezia Giulia, Veneto, Liguria. Al 2010 risalgono invece le prime segnalazioni in Toscana, dove pare che, per ora, l'espansione di questo coleottero si sia fermata. La H. axyridis è avvistata anche in Sicilia con esemplari sporadici sull'Etna e in Sardegna nell'Iglesiente.

### Nell'ecosistema
La coccinella arlecchino è un predatore molto attivo di afidi, cocciniglie, larve di coccinella, neurotteri, ditteri sirfidi e numerosi altri insetti e coleotteri. La sua pericolosità per l'ecosistema sta nel fatto che questo tipo di coccinella riesce facilmente a debellare le specie afidifaghe autoctone e in parte a sostituirsi ad esse. Negli USA però pare che il contributo della coccinella nel contrastare un afide asiatico della soia sia risultato veramente importante in quanto le specie indigene predatrici di afidi non sarebbero state, da sole, in grado di contrastare efficacemente le popolazioni di afidi dannosi.

### In agricoltura
La coccinella arlecchino è particolarmente pericolosa per le viti. In estate, ma soprattutto in prossimità della vendemmia, essa tende infatti a rifugiarsi all'interno di grappoli grossi e compatti, e a rilasciare la sua emolinfa dalle articolazioni femorotibiali (tramite un processo definito autoemorrea). La sua emolinfa contiene sostanze aromatiche come le metossipirazine, che hanno odore sgradevole e nauseabondo, e che se presenti nel mosto alterano fortemente il sapore e l'odore del vino. Tale dannosità si è riscontrata soprattutto nei mosti in California, mentre in Svizzera e Italia settentrionale non pare sia così pericolosa la sua presenza nei vigneti. Anzi la sua azione predatrice di altri insetti fitofagi quali le cocciniglie può far ritenere come utile la presenza della coccinella predatrice. In altri alberi da frutto larve e adulti sono molto efficaci nel ridurre le popolazioni di afidi.

### Nelle aree urbane
Durante lo svernamento, la coccinella arlecchino si trasferisce dai vigneti agli edifici urbani, aggregandosi in nutriti gruppi e penetrando all'interno delle abitazioni umane. Se presenti all'interno dei muri degli edifici, le coccinelle continuano a rilasciare la loro emolinfa, che in questo caso genera vistose macchie sulle pareti esterne delle abitazioni. Se invece si rifugiano all'interno dei mobili, le coccinelle danneggiano l'arredo, le tende e gli abiti. Inoltre, l'emolinfa della coccinella arlecchino contiene sostanze allergene come l'Hara1 e 2, che in soggetti sensibili possono provocare rinite, asma, congiuntivite e orticaria.